# Ponte Azzone Visconti
Il ponte Azzone Visconti, conosciuto anche come Ponte Vecchio, è uno dei monumenti simbolo della città di Lecco in Lombardia costruito tra il 1336 e il 1338 sul fiume Adda per migliorare i collegamenti tra Lecco e il Ducato di Milano, e sembra Che sia il Ponte visibile nella Gioconda di Da Vinci.

Il viadotto, che collega Lecco all'omonima località di Galbiate Ponte Azzone Visconti, nonostante oggi si presenti assai diverso dall'originale, rimane una delle più importanti testimonianze di ingegneria militare dell'epoca oltre ad essere espressamente menzionato nel romanzo di Alessandro Manzoni.
(Alessandro Manzoni, I promessi sposi, capitolo I, 1840)

## Storia

### La fortezza
Il ponte fu realizzato per volere del Signore di Milano Azzone Visconti fra il 1336 e il 1338. I lavori iniziarono quindi subito dopo la conquista del borgo di Lecco, avvenuta nel 1335, e finirono l'anno precedente alla morte di Azzone, occorsa nel 1339. Al termine dei lavori, la riva dritta del fiume a quella di manca si trovarono per la prima volta nella storia collegate via terra.

Dotato originariamente di spingarde e bombarde, esso fungeva da imbuto per l'accesso di uomini e merci nel borgo di Lecco, garantendone la protezione militare.

La struttura difensiva, nel Seicento, rappresentava uno strumento di imposizione fiscale sui materiali di passaggio poiché chi vi transitava doveva pagare un pedaggio piuttosto elevato gestito da un consorzio formato da una dozzina di comproprietari appaltatori, nobili lecchesi e milanesi, oltre al monastero delle Benedettine che si trovava nella zona dell'Arlenico.
Le fortificazioni erano costituite da due torri difensive munite di rivellino poste alle due estremità oltre a tre ponti levatoi posti in loro corrispondenza, una rocchetta, una colombaia per i piccioni viaggiatori e una torre centrale. Sul lato lecchese, dove ora restano ben visibili i resti nella parte meridionale, la torre era separata dalla terraferma mediante un canale. Presentava originariamente solo otto arcate a tutto sesto.
Struttura e fisionomia mutano nel corso dei decenni, segnate dagli eventi che si susseguono nel nord Italia in maniera spesso virulenta e repentina. A distanza di pochi anni dalla realizzazione si assistette all'aggiunta di altre due arcate, portate a 11 nel corso del Quattrocento per ragioni fluidodinamiche. Un affresco del 1529 che mostra il ponte con queste fortificazioni lo si può trovare esposto al Castello di Melegnano.

### Le guerre

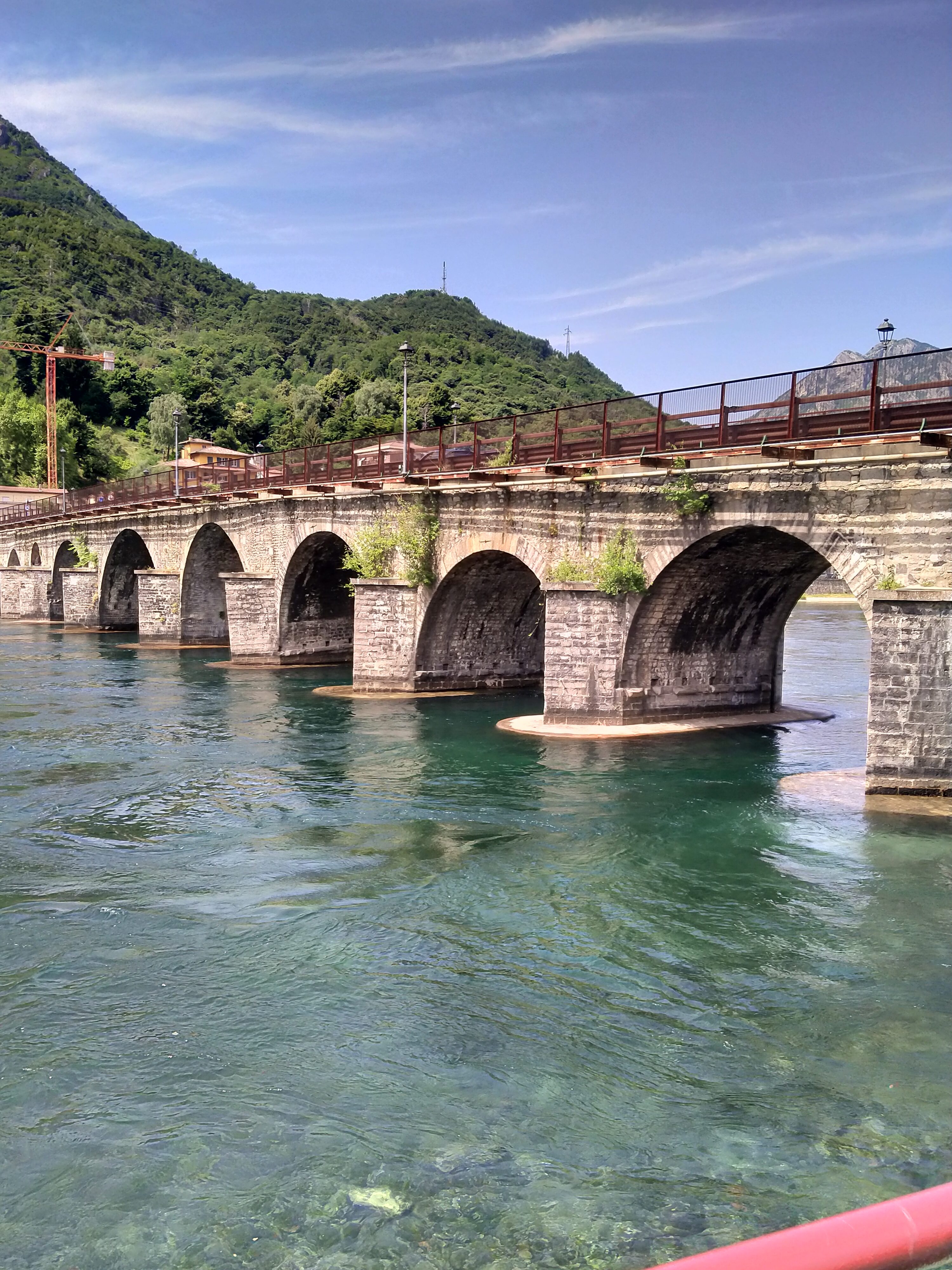
Arcate in pietra del ponte

Tra i secoli XIV e XV il ponte fu teatro di una serie di battaglie che videro coinvolti, tra gli altri, Niccolò Piccinino Francesco Bussone e Bartolomeo Colleoni.
Nonostante alcuni documenti datati dal 1433 e il 1436 testimonino come il ponte fosse protetto da una serie di infrastrutture militari, l'alternanza dei domini stranieri e la nevralgica pulsione che percorreva e caratterizzava lo snodo di vie sul quale sorge Lecco, recarono non poche ferite al ponte visconteo, dapprima leso dai duelli che riguardano l'assedio di Lecco nel 1531 durato circa un anno combattuto dal Medeghino, durante il quale la struttura rimase piuttosto danneggiata.

Nel 1609 fu ristrutturato su incarico degli Spagnoli (nuovi dominatori del territorio con Pedro Enríquez d'Azevedo y Toledo), rimanendo nuovamente deturpato nelle battaglie napoleoniche del 1799-1800, con l'accidentale menomazione delle ultime due arcate occidentali e la distruzione di alcune torri di guardia e di un rivellino.
Gli episodi militari sono altresì testimoniati dalla presenza di una propria guarnigione formata da una ventina di uomini armati di balestra e di un castellano.

Le pietre del ponte tornarono protagoniste dall'assedio dei nuovi invasori: i Lanzichenecchi che depredano Lecco importando la pestifera morte, immortalata dal Manzoni nelle sue opere.
Il XVIII secolo è percorso da decenni di lotte e guerre di successione nell'Europa continentale, che fanno dell'Italia il giardino di casa conteso dai vari dominatori stranieri. Eclissatosi il dominio spagnolo, la contesa è tutta tra Austria, Russia e Francia: se per lunga parte del XVIII secolo l'influenza austriaca è pressoché ininterrotta a fronte della potente ascesa napoleonica, l'influenza va ad appannaggio francese portando il territorio lecchese nella sfera di dominio della neonata Repubblica Cisalpina, voluta da Napoleone Bonaparte conducendo il ponte ad esser teatro e testimone di un nuovo conflitto quale la battaglia di Lecco.

Il 25 aprile 1799, gli austro-russi marciarono da Cisano Bergamasco in direzione Lecco ove sono assediate le truppe francesi. Da circa due anni la discesa austro-russa ha il chiaro obiettivo di riportare l'area nord dell'Italia sotto il perduto dominio austriaco e scacciare i francesi dalla zona lacustre. I francesi, dal canto loro, consci della potenza del nemico, fanno saltare tutti i ponti che vanno dalle chiuse di Olginate a scendere lungo l'Adda fino a Cassano. Il ponte costruito da Visconti è uno dei pochi a rimanere in piedi e consentire la traversata del lago mentre gli austro-russi si approssimano rapidamente a Lecco: qui s'inscena una battaglia che dura tre giorni e lascia sul campo numerosi morti.

I francesi, costretti alla graduale ritirata, il 28 aprile indietreggiano sul ponte, trovando via di fuga sulla sponda destra del lago. In acqua, oltre alle spoglie dei militari feriti a morte, finisce anche la statua di san Giovanni Nepomuceno, la quale era stata installata sul ponte nel corso del Settecento. Recuperata, si trova oggi nella piazza principale del rione di Castello, mentre la sua postazione sul ponte fu occupata da una cappella mariana di devozione popolare. Per rallentare il passaggio dei nemici e darsi alla fuga impedendo loro il protrarsi dell'inseguimento austro-russo, i transalpini, minato il ponte, fanno saltare le prime due arcate dello stesso sotto il Monte Barro. I lecchesi, votatisi al cielo e riconoscenti alla struttura che ancora una volta in qualche modo si fa garante della loro incolumità, incisero una significativa lapide, che così recita:
(Lapide posta sul ponte)

### Gli ampliamenti
Poiché l'Adda è l'unico emissario del Lario, il ponte che si trova in corrispondenza di esso era ritenuto una strozzatura da parte dei comaschi che lo ritenevano causa dei continui allagamenti della loro città. Per accontentarli fu aggiunta nel 1354 la nona arcata ma, non ancora soddisfatti, ottennero ottant'anni dopo una decima arcata. Nel 1440 Francesco Sforza, primo Duca di Milano, le portò definitivamente a undici. Il materiale scavato fu depositato nella fascia meridionale del ponte stesso andando a formare la zona detta del Lazzaretto.
Si presume che tali materiali di riporto furono utilizzati per la realizzazione dell'isola Viscontea. Di fatto questo isolotto artificiale nei pressi del ponte è di origini incerte; la prima testimonianza certa risale alle mappe di riconfinazione territoriale del 1723 tra il Ducato di Milano, conquistato dagli Asburgo con la Pace di Utrecht del 1713, e la Repubblica di Venezia lungo il corso del fiume Adda.

Le rocche agli imbocchi vennero abbattute nel 1832 per esigenze di risistemazione della strada mentre le spalle vennero eliminate nel 1910 in vista del passaggio della linea tranviaria proveniente da Como snaturando l'aspetto originale della struttura.

Durante i lavori di ampliamento del 1959 venne alla luce una scala ricavata all'interno di una delle arcate, la quale permetteva al Castellano di arrivare dalla sua abitazione direttamente al greto del fiume, dove poteva salire su di una barca in caso di necessità.

## Età contemporanea

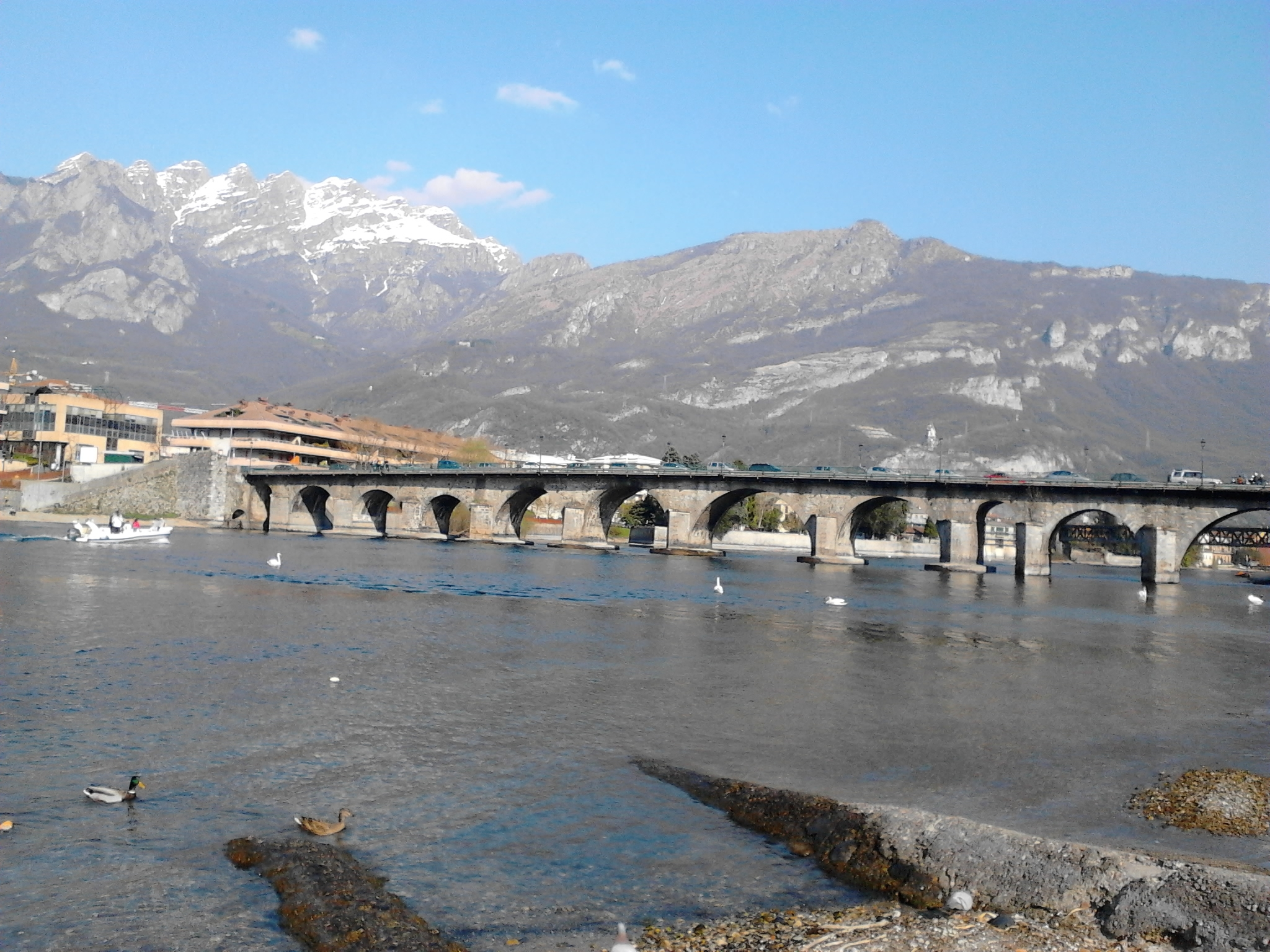
Il ponte nel 2013

L'infrastruttura (inizialmente detto Ponte Grande) che superò indenne le guerre risorgimentali e i due conflitti mondiali del XX secolo fu addizionata negli anni '50 di due passerelle pedonali a sbalzo in attesa del termine dei lavori di costruzione del ponte J.F. Kennedy. Inizialmente solo provvisori, i passaggi vennero smantellati solo nel 2014 quando si resero necessari urgenti interventi di manutenzione straordinaria durante la quale furono installate le nuove barriere di protezione.

L'anno successivo vennero eseguite indagini strutturali sulla capacità portante e dei carotaggi da parte del Politecnico di Milano. Simultaneamente si iniziarono a intraprendere studi e analisi sul recupero e sulla valorizzazione culturale del patrimonio edilizio esistente tra cui la nuova illuminazione, poiché il viadotto è considerato uno degli elementi a più grande impatto e valore storico della comunità lecchese.

Fino al 2015 sul ponte era consentito il doppio senso di marcia per gli autoveicoli, poi la circolazione è stata modificata e oggi il ponte è adibito a pista ciclopedonale, con una carreggiata per i mezzi motorizzati ad orari alternati (entrata al mattino e uscita da Lecco al pomeriggio).
Durante gli ultimi mesi del 2017 il ponte è stato interessato da diversi interventi di pulizia straordinaria e valorizzazione artistica volti a riqualificare totalmente l'impianto di illuminazione. Dopo la prima fase di pulizia dei piloni dagli arbusti cresciuti spontaneamente si è passati alla posa dei cavidotti di collegamento degli impianti senza intaccare la soletta del compendio storico consentendo un riordino complessivo. Successivamente si è intervenuto sulle quattro sponde laterali dove sono stati installati altrettanti plinti per il sostegno dei pali di illuminotecnica.